# 572

## Události
- Válka mezi Byzantskou a Sasánovskou říší.

## Hlavy států
- Papež – Jan III. (561–574)
- Byzantská říše – Justinus II. (565–578)
- Franská říše
  - Soissons – Chilperich I. (561–584)
  - Orléans/Burgundsko – Guntram (561–592)
  - Mety – Sigibert I. (561–575)
- Anglie
  - Wessex – Ceawlin (560–592)
  - Essex – Aescwine (527–587)
- Perská říše – Husrav I. (531–579)